# リンゼイ・ダベンポート
リンゼイ・ダベンポート（Lindsay Davenport [líndzi dǽvənpɔ̀ːrt], 1976年6月8日 - ）は、アメリカ・カリフォルニア州パロスベルデ出身の女子プロテニス選手。身長189cm、体重79kg。右利き、バックハンド・ストロークは両手打ち。
4大大会では女子シングルスで1998年全米オープン、1999年ウィンブルドン、2000年全豪オープンの3冠を獲得したが、女子ダブルスでも1996年全仏オープン、1997年全米オープン、1999年ウィンブルドンで3度の優勝がある。WTAツアーでシングルス55勝、ダブルス38勝を挙げた。
2014年国際テニス殿堂入り。

## 来歴
ダベンポートの両親はバレーボール選手で父のウィンク・ダベンポートは1968年メキシコ五輪に出場している。リンゼイは5歳からテニスを始め1992年全米オープンジュニアで単複優勝を果たしている。
1993年2月に16歳でプロ入り。翌1994年、年間最終ランキング上位16名が出場可能な女子テニスツアー年間最終戦、WTAツアー選手権（当時の名称は「バージニア・スリムズ選手権」）に初出場し、いきなりガブリエラ・サバティーニとの決勝戦まで進出した。1996年アトランタ五輪の女子シングルス決勝でアランチャ・サンチェス・ビカリオを 7-6, 6-2 で破り、金メダルを獲得する。
1998年、全米オープンで4大大会女子シングルス初優勝を達成。決勝でマルチナ・ヒンギスを 6-3, 7-5 で破り、1986年全仏オープンのクリス・エバート以来12年ぶりに、アメリカ合衆国出身の女子テニス選手として優勝を飾った。その1ヶ月後、1998年10月12日付で初の世界ランキング1位になる。全米オープン女子シングルスで初優勝した1998年、ダベンポートはナターシャ・ズベレワとペアを組んですべての4大大会女子ダブルス決勝に進出したが、4大会ともヒンギスのペアに敗れて準優勝に終わった。その結果、ヒンギスの1998年度「女子ダブルス年間グランドスラム」が成立した。
1999年ウィンブルドンで、ダベンポートは決勝でシュテフィ・グラフを 6-4, 7-5 のストレートで破って優勝した。この大会ではコリーナ・モラリューとペアを組んだ女子ダブルスでも優勝し、単複2冠を獲得している（グラフは決勝戦の終了後、このウィンブルドン選手権を最後の4大大会出場にすると宣言し、1ヶ月後の8月13日に現役を引退した）。2000年全豪オープン決勝ではマルチナ・ヒンギスを 6-1, 7-5 で破り、ヒンギスの全豪4連覇を阻止した。こうしてダベンポートは4大大会3冠王となったが、同年のウィンブルドンと全米オープンの決勝でビーナス・ウィリアムズに2連敗を喫してしまい、しばらくウィリアムズ姉妹の後塵を拝することになった。
2004年ウィンブルドン準決勝でマリア・シャラポワに敗れた後、一時は引退を示唆する発言をしていた。しかし直後の全米オープン前哨戦の大会（ハードコート）で好成績が続き、世界ランキング1位に返り咲いたため、引退を翻意する。2005年全豪オープンで5年ぶり2度目の決勝進出を果たしたが、セリーナ・ウィリアムズに逆転負けして準優勝に終わる。同年のウィンブルドンでも5年ぶり3度目の決勝に進出するが、今度はビーナス・ウィリアムズに敗れ、またしてもウィリアムズ姉妹に優勝を阻まれた。
2003年4月25日に結婚した夫のジョナサン・リーチは元プロテニス選手で、かつてのダブルスの名選手であったリック・リーチの末弟であり、その後投資銀行勤務のビジネスマンになった人である。ダベンポートは2006年12月に妊娠のため出産休養に入ったが、2007年6月10日に第1子の長男を出産した後、ツアー復帰を宣言した。9月16日、インドネシア・バリ島大会のシングルス決勝でダニエラ・ハンチュコバを破り、復帰第1戦を優勝で飾る。出産からの復帰後、彼女はツアーでシングルス4勝・ダブルス1勝を加え、2008年北京五輪の女子ダブルスにもリーゼル・フーバーとのコンビで出場した。2008年全米オープン3回戦でマリオン・バルトリ（フランス）に敗れた試合を最後に、ツアーから再度遠ざかり2009年6月、彼女は第2子の長女を出産した。
2010年7月にダベンポートはスタンフォード大会のダブルスでリーゼル・フーバーと組んで優勝した。8月のサンディエゴ大会のダブルスに出場したのが最後の公式戦出場になっている。その後ダベンポートは2012年1月に第3子の次女を、2014年1月に第4子の三女を出産した。
4大大会で唯一優勝がない全仏オープンでは、1998年のベスト4が自己最高成績である。
ダベンポートは2014年に国際テニス殿堂入りを果たした。

## WTAツアー決勝進出結果

### シングルス: 94回 (55勝38敗)
| 大会グレード         |
| -------------------- |
| グランドスラム (3–4) |
| ツアー選手権 (1–3)   |
| オリンピック (1-0)   |
| ティア I (11–10)     |
| ティア II (26–20)    |
| ティア III (12–1)    |
| ティア IV & V (1–0)  |

| 結果   | No. | 決勝日         | 大会                 | サーフェス        | 対戦相手                         | スコア              |
| ------ | --- | -------------- | -------------------- | ----------------- | -------------------------------- | ------------------- |
| 優勝   | 1.  | 1993年5月23日  | ルツェルン           | クレー            | ニコル・ブラドケ                 | 6–1, 4–6, 6–2       |
| 優勝   | 2.  | 1994年1月3日   | ブリスベン           | ハード            | フロレンシア・ラバト             | 6–1, 2–6, 6–3       |
| 優勝   | 3.  | 1994年5月22日  | ルツェルン           | クレー            | リサ・レイモンド                 | 7–6(3), 6–4         |
| 準優勝 | 1.  | 1994年11月14日 | ニューヨーク         | カーペット (室内) | ガブリエラ・サバティーニ         | 3–6, 2–6, 4–6       |
| 準優勝 | 2.  | 1995年1月15日  | シドニー             | ハード            | ガブリエラ・サバティーニ         | 6–3, 6–4            |
| 準優勝 | 3.  | 1995年2月5日   | 東京                 | カーペット (室内) | 伊達公子                         | 1–6, 2–6            |
| 優勝   | 4.  | 1995年5月22日  | ストラスブール       | クレー            | 伊達公子                         | 3–6, 6–1, 6–2       |
| 準優勝 | 4.  | 1996年1月14日  | シドニー             | ハード            | モニカ・セレシュ                 | 6–4, 6–7(7), 3–6    |
| 優勝   | 5.  | 1996年5月20日  | ストラスブール       | クレー            | バルバラ・パウルス               | 6–3, 7–6(6)         |
| 優勝   | 6.  | 1996年7月22日  | アトランタ五輪       | ハード            | アランチャ・サンチェス・ビカリオ | 7–6(6), 6–2         |
| 優勝   | 7.  | 1996年8月12日  | ロサンゼルス         | ハード            | アンケ・フーバー                 | 6–2, 6–3            |
| 優勝   | 8.  | 1997年2月17日  | オクラホマシティ     | ハード (室内)     | リサ・レイモンド                 | 6–4, 6–2            |
| 優勝   | 9.  | 1997年3月3日   | インディアンウェルズ | ハード            | イリナ・スピールリア             | 6–2, 6–1            |
| 優勝   | 10. | 1997年4月13日  | アメリアアイランド   | クレー            | マリー・ピエルス                 | 6–2, 6–3            |
| 準優勝 | 5.  | 1997年8月10日  | ロサンゼルス         | ハード            | モニカ・セレシュ                 | 7–5, 5–7, 4–6       |
| 優勝   | 11. | 1997年8月18日  | アトランタ           | ハード            | サンドリーヌ・テスチュ           | 6–4, 6–1            |
| 優勝   | 12. | 1997年10月13日 | チューリッヒ         | カーペット (室内) | ナタリー・トージア               | 7–6(3), 7–5         |
| 優勝   | 13. | 1997年11月3日  | シカゴ               | カーペット (室内) | ナタリー・トージア               | 6–0, 7–5            |
| 準優勝 | 6.  | 1997年11月16日 | フィラデルフィア     | カーペット (室内) | マルチナ・ヒンギス               | 5–7, 7–6(7), 6–7(4) |
| 優勝   | 14. | 1998年2月2日   | 東京                 | カーペット (室内) | マルチナ・ヒンギス               | 6–3, 6–3            |
| 準優勝 | 7.  | 1998年3月15日  | インディアンウェルズ | ハード            | マルチナ・ヒンギス               | 3–6, 4–6            |
| 優勝   | 15. | 1998年7月27日  | スタンフォード       | ハード            | ビーナス・ウィリアムズ           | 6–4, 5–7, 6–4       |
| 優勝   | 16. | 1998年8月3日   | サンディエゴ         | ハード            | マリー・ピエルス                 | 6–3, 6–1            |
| 優勝   | 17. | 1998年8月10日  | ロサンゼルス         | ハード            | マルチナ・ヒンギス               | 4–6, 6–4, 6–3       |
| 優勝   | 18. | 1998年9月12日  | 全米オープン         | ハード            | マルチナ・ヒンギス               | 6–3, 7–5            |
| 準優勝 | 8.  | 1998年10月5日  | フィルダーシュタット | ハード (室内)     | サンドリーヌ・テスチュ           | 5–7, 3–6            |
| 優勝   | 19. | 1998年10月12日 | チューリッヒ         | カーペット (室内) | ビーナス・ウィリアムズ           | 7–5, 6–3            |
| 準優勝 | 9.  | 1998年11月16日 | フィラデルフィア     | カーペット (室内) | シュテフィ・グラフ               | 6–4, 3–6, 4–6       |
| 準優勝 | 10. | 1998年11月22日 | ニューヨーク         | カーペット (室内) | マルチナ・ヒンギス               | 5–7, 6–4, 4–6, 2–6  |
| 優勝   | 20. | 1999年1月11日  | シドニー             | ハード            | マルチナ・ヒンギス               | 6–4, 6–3            |
| 優勝   | 21. | 1999年5月17日  | マドリード           | クレー            | パオラ・スアレス                 | 6–1, 6–3            |
| 優勝   | 22. | 1999年7月3日   | ウィンブルドン       | 芝                | シュテフィ・グラフ               | 6–4, 7–5            |
| 優勝   | 23. | 1999年7月26日  | スタンフォード       | ハード            | ビーナス・ウィリアムズ           | 7–6(1), 6–2         |
| 準優勝 | 11. | 1999年8月23日  | ニューヘイブン       | ハード            | ビーナス・ウィリアムズ           | 2–6, 5–7            |
| 優勝   | 24. | 1999年9月20日  | 東京                 | ハード            | モニカ・セレシュ                 | 7–5, 7–6(1)         |
| 優勝   | 25. | 1999年11月8日  | フィラデルフィア     | カーペット (室内) | マルチナ・ヒンギス               | 6–3, 6–4            |
| 優勝   | 26. | 1999年11月15日 | ニューヨーク         | カーペット (室内) | マルチナ・ヒンギス               | 6–4, 6–2            |
| 準優勝 | 12. | 2000年1月11日  | シドニー             | ハード            | アメリ・モレスモ                 | 6–7(2), 4–6         |
| 優勝   | 27. | 2000年1月29日  | 全豪オープン         | ハード            | マルチナ・ヒンギス               | 6–1, 7–5            |
| 中止   |     | 2000年3月      | スコッツデール       | ハード            | マルチナ・ヒンギス               | N/A                 |
| 優勝   | 28. | 2000年3月6日   | インディアンウェルズ | ハード            | マルチナ・ヒンギス               | 4–6, 6–4, 6–0       |
| 準優勝 | 13. | 2000年4月2日   | マイアミ             | ハード            | マルチナ・ヒンギス               | 3–6, 2–6            |
| 準優勝 | 14. | 2000年7月8日   | ウィンブルドン       | 芝                | ビーナス・ウィリアムズ           | 3–6, 6–7(3)         |
| 準優勝 | 15. | 2000年7月24日  | スタンフォード       | ハード            | ビーナス・ウィリアムズ           | 6–1, 6–4            |
| 準優勝 | 16. | 2000年8月13日  | ロサンゼルス         | ハード            | セリーナ・ウィリアムズ           | 6–4, 4–6, 6–7(1)    |
| 準優勝 | 17. | 2000年8月28日  | 全米オープン         | ハード            | ビーナス・ウィリアムズ           | 4–6, 5–7            |
| 準優勝 | 18. | 2000年10月15日 | チューリッヒ         | ハード (室内)     | マルチナ・ヒンギス               | 4–6, 6–4, 5–7       |
| 優勝   | 29. | 2000年10月16日 | リンツ               | カーペット (室内) | ビーナス・ウィリアムズ           | 6–4, 3–6, 6–2       |
| 優勝   | 30. | 2000年11月6日  | フィラデルフィア     | カーペット (室内) | マルチナ・ヒンギス               | 7–6(7), 6–4         |
| 準優勝 | 19. | 2001年1月8日   | シドニー             | ハード            | マルチナ・ヒンギス               | 3–6, 6–4, 5–7       |
| 優勝   | 31. | 2001年2月4日   | 東京                 | カーペット (室内) | マルチナ・ヒンギス               | 6–7(4), 6–4, 6–2    |
| 優勝   | 32. | 2001年2月26日  | スコッツデール       | ハード            | メガン・ショーネシー             | 6–2, 6–3            |
| 優勝   | 33. | 2001年6月18日  | イーストボーン       | 芝                | マギ・セルナ                     | 6–2, 6–0            |
| 準優勝 | 20. | 2001年7月23日  | スタンフォード       | ハード            | キム・クライシュテルス           | 4–6, 7–6(5), 1–6    |
| 優勝   | 34. | 2001年8月6日   | ロサンゼルス         | ハード            | モニカ・セレシュ                 | 6–3, 7–5            |
| 準優勝 | 21. | 2001年8月20日  | ニューヘイブン       | ハード            | ビーナス・ウィリアムズ           | 6–7(6), 4–6         |
| 優勝   | 35. | 2001年10月8日  | フィルダーシュタット | ハード            | ジュスティーヌ・エナン           | 7–5, 6–4            |
| 優勝   | 36. | 2001年10月15日 | チューリッヒ         | カーペット (室内) | エレナ・ドキッチ                 | 6–3, 6–1            |
| 優勝   | 37. | 2001年10月22日 | リンツ               | カーペット (室内) | エレナ・ドキッチ                 | 6–4, 6–1            |
| 準優勝 | 22. | 2001年11月4日  | ミュンヘン           | ハード            | セリーナ・ウィリアムズ           | 不戦敗              |
| 準優勝 | 23. | 2002年8月11日  | ロサンゼルス         | ハード            | チャンダ・ルビン                 | 7–5, 6–7, 3–6       |
| 準優勝 | 24. | 2002年8月19日  | ニューヘイブン       | ハード            | ビーナス・ウィリアムズ           | 5–7, 0–6            |
| 準優勝 | 25. | 2002年10月6日  | モスクワ             | カーペット (室内) | マグダレナ・マレーバ             | 7–5, 3–6, 6–7       |
| 準優勝 | 26. | 2002年10月20日 | チューリッヒ         | カーペット (室内) | パティ・シュナイダー             | 7–6(5), 6–7(8), 3–6 |
| 準優勝 | 27. | 2003年1月6日   | シドニー             | ハード            | キム・クライシュテルス           | 4–6, 3–6            |
| 優勝   | 38. | 2003年2月2日   | 東京                 | カーペット (室内) | モニカ・セレシュ                 | 6–7(6), 6–1, 6–2    |
| 準優勝 | 28. | 2003年3月3日   | インディアンウェルズ | ハード            | キム・クライシュテルス           | 4–6, 5–7            |
| 準優勝 | 29. | 2003年4月14日  | アメリアアイランド   | クレー            | エレーナ・デメンチェワ           | 6–4, 5–7, 3–6       |
| 準優勝 | 30. | 2003年8月4日   | ロサンゼルス         | ハード            | キム・クライシュテルス           | 1–6, 6–3, 1–6       |
| 準優勝 | 31. | 2003年8月18日  | ニューヘイブン       | ハード            | ジェニファー・カプリアティ       | 2–6, 0–4 途中棄権   |
| 優勝   | 39. | 2004年2月2日   | 東京                 | カーペット (室内) | マグダレナ・マレーバ             | 6–4, 6–1            |
| 準優勝 | 32. | 2004年3月8日   | インディアンウェルズ | ハード            | ジュスティーヌ・エナン＝アーデン | 1–6, 4–6            |
| 優勝   | 40. | 2004年4月5日   | アメリアアイランド   | クレー            | アメリ・モレスモ                 | 6–4, 6–4            |
| 準優勝 | 33. | 2004年5月22日  | ストラスブール       | クレー            | クローディーヌ・ショール         | 6–2, 0–6, 3–6       |
| 優勝   | 41. | 2004年7月12日  | スタンフォード       | ハード            | ビーナス・ウィリアムズ           | 7–6(4), 5–7, 7–6(4) |
| 優勝   | 42. | 2004年7月19日  | ロサンゼルス         | ハード            | セリーナ・ウィリアムズ           | 6–1, 6–3            |
| 優勝   | 43. | 2004年7月26日  | サンディエゴ         | ハード            | アナスタシア・ミスキナ           | 6–1, 6–1            |
| 優勝   | 44. | 2004年8月16日  | シンシナティ         | ハード            | ベラ・ズボナレワ                 | 6–3, 6–2            |
| 優勝   | 45. | 2004年10月4日  | フィルダーシュタット | ハード            | アメリ・モレスモ                 | 6–2 途中棄権        |
| 準優勝 | 34. | 2005年1月29日  | 全豪オープン         | ハード            | セリーナ・ウィリアムズ           | 6–2, 3–6, 0–6       |
| 準優勝 | 35. | 2005年2月6日   | 東京                 | カーペット (室内) | マリア・シャラポワ               | 1–6, 6–3, 6–7(5)    |
| 優勝   | 46. | 2005年3月5日   | ドバイ               | ハード            | エレナ・ヤンコビッチ             | 6–4, 3–6, 6–4       |
| 準優勝 | 36. | 2005年3月7日   | インディアンウェルズ | ハード            | キム・クライシュテルス           | 4–6, 6–4, 2–6       |
| 優勝   | 47. | 2005年4月10日  | アメリアアイランド   | クレー            | シルビア・ファリナ・エリア       | 7–5, 7–5            |
| 準優勝 | 37. | 2005年7月9日   | ウィンブルドン       | 芝                | ビーナス・ウィリアムズ           | 6–4, 6–7(4), 7–9    |
| 優勝   | 48. | 2005年8月22日  | ニューヘイブン       | ハード            | アメリ・モレスモ                 | 6–4, 6–4            |
| 優勝   | 49. | 2005年9月13日  | バリ                 | ハード            | フランチェスカ・スキアボーネ     | 6–2, 6–4            |
| 優勝   | 50. | 2005年10月3日  | フィルダーシュタット | ハード            | アメリ・モレスモ                 | 6–2, 6–4            |
| 優勝   | 51. | 2005年10月23日 | チューリッヒ         | カーペット (室内) | パティ・シュナイダー             | 7–6(5), 6–3         |
| 準優勝 | 38. | 2006年8月26日  | ニューヘイブン       | ハード            | ジュスティーヌ・エナン＝アーデン | 0–6, 0–1 途中棄権   |
| 優勝   | 52. | 2007年9月16日  | バリ                 | ハード            | ダニエラ・ハンチュコバ           | 6–4, 3–6, 6–2       |
| 優勝   | 53. | 2007年11月4日  | ケベックシティ       | ハード (室内)     | ユリア・バクレンコ               | 6–4, 6–1            |
| 優勝   | 54. | 2008年1月5日   | オークランド         | ハード            | アラバン・レザイ                 | 6–2, 6–2            |
| 優勝   | 55. | 2008年3月1日   | メンフィス           | ハード (室内)     | オリガ・ゴボツォワ               | 6–2, 6–1            |

### ダブルス: 61回 (38勝23敗)
| 大会グレード          | 大会グレード                 |
| 2008年以前            | 2009年以後                   |
| --------------------- | ---------------------------- |
| グランドスラム (3–10) |                              |
| WTAファイナルズ (3–0) |                              |
| ティア I (9–5)        | プレミア・マンダトリー (0-0) |
| ティア I (9–5)        | プレミア5 (0-0)              |
| ティア II (19–7)      | プレミア (1–0)               |
| ティア III (3-1)      | インターナショナル (0–0)     |
| ティア IV ＆ V (0–0)  | インターナショナル (0–0)     |

| 結果   | No. | 決勝日         | 大会                 | サーフェス        | パートナー                       | 対戦相手                                                | スコア              |
| ------ | --- | -------------- | -------------------- | ----------------- | -------------------------------- | ------------------------------------------------------- | ------------------- |
| 準優勝 | 1.  | 1993年5月23日  | ルツェルン           | クレー            | マリアン・ワーデル               | メアリー・ジョー・フェルナンデス ヘレナ・スコバ         | 2–6, 4–6            |
| 優勝   | 1.  | 1994年2月27日  | インディアンウェルズ | ハード            | リサ・レイモンド                 | マノン・ボーラグラフ ヘレナ・スコバ                     | 6–2, 6–4            |
| 準優勝 | 2.  | 1994年6月5日   | 全仏オープン         | クレー            | リサ・レイモンド                 | ジジ・フェルナンデス ナターシャ・ズベレワ               | 2–6, 2–6            |
| 優勝   | 2.  | 1994年11月6日  | オークランド         | カーペット (室内) | アランチャ・サンチェス・ビカリオ | ジジ・フェルナンデス マルチナ・ナブラチロワ             | 7-5, 6-4            |
| 優勝   | 3.  | 1995年1月15日  | シドニー             | ハード            | ヤナ・ノボトナ                   | パティ・フェンディック メアリー・ジョー・フェルナンデス | 7–5, 2–6, 6–4       |
| 準優勝 | 3.  | 1995年2月5日   | 東京                 | カーペット (室内) | レネ・スタブス                   | ジジ・フェルナンデス ナターシャ・ズベレワ               | 0–6, 3–6            |
| 優勝   | 4.  | 1995年3月5日   | インディアンウェルズ | ハード            | リサ・レイモンド                 | アランチャ・サンチェス・ビカリオ ラリサ・ネーランド     | 2–6, 6–4, 6–3       |
| 優勝   | 5.  | 1995年5月28日  | ストラスブール       | クレー            | メアリー・ジョー・フェルナンデス | サビーネ・アペルマンス ミリアム・オレマンス             | 6–2, 6–3            |
| 優勝   | 6.  | 1995年9月23日  | 東京                 | ハード            | メアリー・ジョー・フェルナンデス | アマンダ・クッツァー リンダ・ワイルド                   | 6–3, 6–2            |
| 優勝   | 7.  | 1996年1月14日  | シドニー             | ハード            | メアリー・ジョー・フェルナンデス | ロリ・マクニール ヘレナ・スコバ                         | 6–3, 6–3            |
| 準優勝 | 4.  | 1996年1月28日  | 全豪オープン         | ハード            | メアリー・ジョー・フェルナンデス | チャンダ・ルビン アランチャ・サンチェス・ビカリオ       | 5–7, 6–2, 4–6       |
| 優勝   | 8.  | 1996年6月9日   | 全仏オープン         | クレー            | メアリー・ジョー・フェルナンデス | ジジ・フェルナンデス ナターシャ・ズベレワ               | 6–2, 6–1            |
| 優勝   | 9.  | 1996年8月18日  | ロサンゼルス         | ハード            | ナターシャ・ズベレワ             | エミー・フレージャー キンバリー・ポー                   | 6–1, 6–4            |
| 優勝   | 10. | 1996年11月10日 | オークランド         | カーペット (室内) | メアリー・ジョー・フェルナンデス | イリナ・スピールリア ナタリー・トージア                 | 6–1, 6–3            |
| 優勝   | 11. | 1996年11月24日 | ニューヨーク         | カーペット (室内) | メアリー・ジョー・フェルナンデス | アランチャ・サンチェス・ビカリオ ヤナ・ノボトナ         | 6–3, 6–2            |
| 準優勝 | 5.  | 1997年1月6日   | シドニー             | ハード            | ナターシャ・ズベレワ             | ジジ・フェルナンデス アランチャ・サンチェス・ビカリオ   | 3–6, 1–6            |
| 準優勝 | 6.  | 1997年1月26日  | 全豪オープン         | ハード            | リサ・レイモンド                 | マルチナ・ヒンギス ナターシャ・ズベレワ                 | 2–6, 2–6            |
| 優勝   | 12. | 1997年2月2日   | 東京                 | カーペット (室内) | ナターシャ・ズベレワ             | ジジ・フェルナンデス マルチナ・ヒンギス                 | 6–4, 6–3            |
| 優勝   | 13. | 1997年3月16日  | インディアンウェルズ | ハード            | ナターシャ・ズベレワ             | リサ・レイモンド ナタリー・トージア                     | 6–3, 6–2            |
| 準優勝 | 7.  | 1997年4月6日   | ヒルトン・ヘッド     | クレー            | ヤナ・ノボトナ                   | マルチナ・ヒンギス メアリー・ジョー・フェルナンデス     | 5–7, 6–4, 1–6       |
| 優勝   | 14. | 1997年4月13日  | アメリアアイランド   | クレー            | ヤナ・ノボトナ                   | ニコル・アレント マノン・ボーラグラフ                   | 6–3, 6–0            |
| 優勝   | 15. | 1997年5月18日  | ベルリン             | クレー            | ヤナ・ノボトナ                   | ジジ・フェルナンデス ナターシャ・ズベレワ               | 6–2, 3–6, 6–2       |
| 優勝   | 16. | 1997年7月27日  | スタンフォード       | ハード            | マルチナ・ヒンギス               | コンチタ・マルティネス パトリシア・タラビーニ           | 6–1, 6–3            |
| 優勝   | 17. | 1997年9月7日   | 全米オープン         | ハード            | ヤナ・ノボトナ                   | ジジ・フェルナンデス ナターシャ・ズベレワ               | 6–3, 6–4            |
| 準優勝 | 8.  | 1997年10月12日 | フィルダーシュタット | ハード (室内)     | ヤナ・ノボトナ                   | マルチナ・ヒンギス アランチャ・サンチェス・ビカリオ     | 6–7(4), 6–3, 6–7(3) |
| 準優勝 | 9.  | 1997年11月3日  | シカゴ               | カーペット (室内) | モニカ・セレシュ                 | アレクサンドラ・フセ ナタリー・トージア                 | 3–6, 2–6            |
| 準優勝 | 10. | 1997年11月16日 | フィラデルフィア     | カーペット (室内) | ヤナ・ノボトナ                   | リサ・レイモンド レネ・スタブス                         | 3–6, 5–7            |
| 優勝   | 18. | 1997年11月23日 | ニューヨーク         | カーペット (室内) | ヤナ・ノボトナ                   | ナタリー・トージア アレクサンドラ・フセ                 | 6–7, 6–3, 6–2       |
| 準優勝 | 11. | 1998年2月1日   | 全豪オープン         | ハード            | ナターシャ・ズベレワ             | マルチナ・ヒンギス ミリヤナ・ルチッチ                   | 4–6, 6–2, 3–6       |
| 準優勝 | 12. | 1998年2月8日   | 東京                 | カーペット (室内) | ナターシャ・ズベレワ             | マルチナ・ヒンギス ミリヤナ・ルチッチ                   | 5–7, 4–6            |
| 優勝   | 19. | 1998年3月15日  | インディアンウェルズ | ハード            | ナターシャ・ズベレワ             | アレクサンドラ・フセ ナタリー・トージア                 | 6–4, 2–6, 6–4       |
| 優勝   | 20. | 1998年5月17日  | ベルリン             | クレー            | ナターシャ・ズベレワ             | アレクサンドラ・フセ ナタリー・トージア                 | 6–3, 6–0            |
| 準優勝 | 13. | 1998年6月6日   | 全仏オープン         | クレー            | ナターシャ・ズベレワ             | マルチナ・ヒンギス ヤナ・ノボトナ                       | 1–6, 6–7            |
| 準優勝 | 14. | 1998年7月5日   | ウィンブルドン       | 芝                | ナターシャ・ズベレワ             | マルチナ・ヒンギス ヤナ・ノボトナ                       | 3–6, 6–3, 6–8       |
| 優勝   | 21. | 1998年8月2日   | スタンフォード       | ハード            | ナターシャ・ズベレワ             | ラリサ・ネーランド エレナ・タタルコワ                   | 6–4, 6–4            |
| 優勝   | 22. | 1998年8月9日   | サンディエゴ         | ハード            | ナターシャ・ズベレワ             | アレクサンドラ・フセ ナタリー・トージア                 | 6–2, 6–1            |
| 準優勝 | 15. | 1998年9月13日  | 全米オープン         | ハード            | ナターシャ・ズベレワ             | マルチナ・ヒンギス ヤナ・ノボトナ                       | 3–6, 3–6            |
| 優勝   | 23. | 1998年10月11日 | フィルダーシュタット | ハード (室内)     | ナターシャ・ズベレワ             | アンナ・クルニコワ アランチャ・サンチェス・ビカリオ     | 6–4, 6–2            |
| 優勝   | 24. | 1998年11月22日 | ニューヨーク         | カーペット (室内) | ナターシャ・ズベレワ             | ナタリー・トージア アレクサンドラ・フセ                 | 6–7, 7–5, 6–3       |
| 準優勝 | 16. | 1999年1月31日  | 全豪オープン         | ハード            | ナターシャ・ズベレワ             | マルチナ・ヒンギス アンナ・クルニコワ                   | 5–7, 3–6            |
| 優勝   | 25. | 1999年2月7日   | 東京                 | カーペット (室内) | ナターシャ・ズベレワ             | ヤナ・ノボトナ マルチナ・ヒンギス                       | 6–2, 6–3            |
| 優勝   | 26. | 1999年7月4日   | ウィンブルドン       | 芝                | コリーナ・モラリュー             | マリアン・デ・スウォート エレナ・タタルコワ             | 6–4, 6–4            |
| 優勝   | 27. | 1999年8月1日   | スタンフォード       | ハード            | コリーナ・モラリュー             | アンナ・クルニコワ エレーナ・リホフツェワ               | 6–4, 6–4            |
| 優勝   | 28. | 1999年8月8日   | サンディエゴ         | ハード            | コリーナ・モラリュー             | セリーナ・ウィリアムズ ビーナス・ウィリアムズ           | 6–4, 6–1            |
| 優勝   | 29. | 2000年3月19日  | インディアンウェルズ | ハード            | コリーナ・モラリュー             | アンナ・クルニコワ ナターシャ・ズベレワ                 | 6–2, 6–3            |
| 準優勝 | 17. | 2000年7月31日  | サンディエゴ         | ハード            | アンナ・クルニコワ               | リサ・レイモンド レネ・スタブス                         | 6–4, 3–6, 6–7       |
| 準優勝 | 18. | 2001年1月26日  | 全豪オープン         | ハード            | コリーナ・モラリュー             | セリーナ・ウィリアムズ ビーナス・ウィリアムズ           | 2–6, 6–2, 4–6       |
| 優勝   | 30. | 2001年10月14日 | フィルダーシュタット | ハード (室内)     | リサ・レイモンド                 | ジュスティーヌ・エナン メガン・ショーネシー             | 6–4, 6–7, 7–5       |
| 優勝   | 31. | 2001年10月21日 | チューリッヒ         | ハード (室内)     | リサ・レイモンド                 | サンドリーヌ・テスチュ ロベルタ・ビンチ                 | 6–3, 2–6, 6–2       |
| 優勝   | 32. | 2002年10月13日 | フィルダーシュタット | ハード (室内)     | リサ・レイモンド                 | パオラ・スアレス メガン・ショーネシー                   | 6–2, 6–4            |
| 準優勝 | 19. | 2003年2月3日   | 東京                 | カーペット (室内) | リサ・レイモンド                 | エレーナ・ボビナ レネ・スタブス                         | 3–6, 4–6            |
| 準優勝 | 20. | 2003年3月2日   | スコッツデール       | ハード            | リサ・レイモンド                 | キム・クライシュテルス 杉山愛                           | 1–6, 4–6            |
| 優勝   | 33. | 2003年3月15日  | インディアンウェルズ | ハード            | リサ・レイモンド                 | キム・クライシュテルス 杉山愛                           | 3–6, 6–4, 6–1       |
| 優勝   | 34. | 2003年4月20日  | アメリアアイランド   | クレー            | リサ・レイモンド                 | ビルヒニア・ルアノ・パスクアル パオラ・スアレス         | 7–5, 6–2            |
| 優勝   | 35. | 2003年6月21日  | イーストボーン       | 芝                | リサ・レイモンド                 | ジェニファー・カプリアティ マギ・セルナ                 | 6–3, 6–2            |
| 準優勝 | 21. | 2003年8月3日   | サンディエゴ         | ハード            | リサ・レイモンド                 | キム・クライシュテルス 杉山愛                           | 4–6, 5–7            |
| 準優勝 | 22. | 2005年1月29日  | 全豪オープン         | ハード            | コリーナ・モラリュー             | スベトラーナ・クズネツォワ アリシア・モリク             | 3–6, 4–6            |
| 準優勝 | 23. | 2005年2月6日   | 東京                 | カーペット (室内) | コリーナ・モラリュー             | ヤネッテ・フサロバ エレーナ・リホフツェワ               | 4–6, 3–6            |
| 優勝   | 36. | 2006年9月17日  | バリ                 | ハード            | コリーナ・モラリュー             | ナタリー・グランディン トゥルーディ・マスグレーブ       | 6–3, 6–4            |
| 優勝   | 37. | 2008年3月1日   | メンフィス           | ハード (室内)     | リサ・レイモンド                 | アンジェラ・ヘインズ マショーナ・ワシントン             | 6–3, 6–1            |
| 優勝   | 38. | 2010年8月1日   | スタンフォード       | ハード            | リーゼル・フーバー               | 詹詠然 鄭潔                                             | 7–5, 6–7(8), [10–8] |

## 4大大会優勝
- 全豪オープン 女子シングルス：1勝（2000年） ［女子シングルス準優勝1度：2005年/女子ダブルス準優勝6度：1996年-1999年・2001年・2005年］
- 全仏オープン 女子ダブルス：1勝（1996年） ［女子ダブルス準優勝2度：1994年・1998年］
- ウィンブルドン 女子シングルス：1勝（1999年）/女子ダブルス：1勝（1999年） ［女子シングルス準優勝2度：2000年・2005年/女子ダブルス準優勝1度：1998年］
- 全米オープン 女子シングルス：1勝（1998年）/女子ダブルス：1勝（1997年） ［女子シングルス準優勝1度：2000年/女子ダブルス準優勝1度：1998年］

| 年     | 大会           | 対戦相手           | 試合結果 |
| ------ | -------------- | ------------------ | -------- |
| 1998年 | 全米オープン   | マルチナ・ヒンギス | 6-3, 7-5 |
| 1999年 | ウィンブルドン | シュテフィ・グラフ | 6-4, 7-5 |
| 2000年 | 全豪オープン   | マルチナ・ヒンギス | 6-1, 7-5 |

## 4大大会シングルス成績
略語の説明
| W | F | SF | QF | #R | RR | Q# | LQ | A | Z# | PO | G | S | B | NMS | P | NH |

W=優勝, F=準優勝, SF=ベスト4, QF=ベスト8, #R=#回戦敗退, RR=ラウンドロビン敗退, Q#=予選#回戦敗退, LQ=予選敗退, A=大会不参加, Z#=デビスカップ/BJKカップ地域ゾーン, PO=デビスカップ/BJKカッププレーオフ, G=オリンピック金メダル, S=オリンピック銀メダル, B=オリンピック銅メダル, NMS=マスターズシリーズから降格, P=開催延期, NH=開催なし.
| 大会           | 1991 | 1992 | 1993 | 1994 | 1995 | 1996 | 1997 | 1998 | 1999 | 2000 | 2001 | 2002 | 2003 | 2004 | 2005 | 2006 | 2007 | 2008 | 通算成績 |
| -------------- | ---- | ---- | ---- | ---- | ---- | ---- | ---- | ---- | ---- | ---- | ---- | ---- | ---- | ---- | ---- | ---- | ---- | ---- | -------- |
| 全豪オープン   | A    | A    | 3R   | QF   | QF   | 4R   | 4R   | SF   | SF   | W    | SF   | A    | 4R   | QF   | F    | QF   | A    | 2R   | 56–13    |
| 全仏オープン   | A    | LQ   | 1R   | 3R   | 4R   | QF   | 4R   | SF   | QF   | 1R   | A    | A    | 4R   | 4R   | QF   | A    | A    | A    | 31–11    |
| ウィンブルドン | A    | LQ   | 3R   | QF   | 4R   | 2R   | 2R   | QF   | W    | F    | SF   | A    | QF   | SF   | F    | A    | A    | 2R   | 49–11    |
| 全米オープン   | 1R   | 2R   | 4R   | 3R   | 2R   | 4R   | SF   | W    | SF   | F    | QF   | SF   | SF   | SF   | QF   | QF   | A    | 3R   | 62–16    |

※: 2008年ウィンブルドン2回戦の不戦敗は通算成績に含まない